# 千野秀和
千野 秀和（ちの ひでかず、1976年9月5日 - ）は、NHKのチーフアナウンサー。

## 来歴
東京都新宿区出身。早稲田大学第一文学部を卒業後、2000年にNHKに入局。

## 人物
趣味は旅行、旅先の文化に触れること、部屋の模様がえ。旅先では、その土地で人気を博している歌手のCDを買うようにしている。
座右の銘は「明るく、元気に、前向きに」。

## 担当番組・業務
☆は担当中。

### 金沢放送局時代
- みまっしワイド（5時台：「すくすくすくーる」リポーター、6時台：中継リポーター[1]）
- いしかわ610（「健康の達人」制作 兼 不定期リポーター[5]）
- ニュース845（「おはよう金沢」キャスター[5]）
- 石川県のニュース・中継・リポート

### 津放送局時代
- おーい、ニッポン（志摩半島から中継）
- 生活ほっとモーニング（2006年10月4日・5日・2007年3月5日・6日）
- ほっとイブニングみえ[3]

### ラジオセンター時代（1度目）
- 防災の日スペシャル「防災意識をどう行動に結びつけるか」（2010年9月1日、進行役）
- 多剤耐性菌とどう向き合うか〜課題と対策〜（2010年10月9日、進行役）
- 地域の絆があなたを守る〜第1回防災ラジオドラマコンテストから〜（2011年1月17日、進行役）

### 大分放送局時代
- しんけんワイド大分（キャスター[6]、2012年4月 - 2013年3月）
- 大分県のニュース・中継・リポート

### 高知放送局時代（1度目）
- 高知県のニュース・中継・リポート
- 謎はすべて解けた！樹林伸の推理クイズ（司会、第1弾 - 第6弾、2014年8月13日 - 2017年2月11日（不定期））
- こうちいちばん（キャスター）

### 京都放送局時代
- 京都ニュース845（不定期）
- FM特集 京このごろ（不定期）
- 京都発ラジオ深夜便（アンカー・2022年3月24日 - 25日）
- 関西発ラジオ深夜便（アンカー・2022年6月17日 - 18日）[7]

### 高知放送局時代（2度目）
- とさ金（キャスター、2023年4月 - 2025年6月）
- こうちいちばん（キャスター：2024年3月25日 - 2025年3月28日）（伊田晃都と隔週で担当）（番組自体は2度目）
- 高知県のニュース・中継・リポート

### 仙台放送局時代
- ☆宮城県・東北地方のニュース
- ☆宮城県の中継・リポート
- ☆てれまさ（ニュースリーダー）
- ☆ニュースてれまさ845
- ☆ニュースてれまさ645
- ☆デスク業務